# 格里萨莱尼亚
格里萨莱尼亚，是西班牙卡斯蒂利亚-莱昂布尔戈斯省的一个市镇。总面积16平方公里，总人口50人（2001年），人口密度3人/平方公里。